# Forcipomyia tuberculata
Forcipomyia tuberculata är en tvåvingeart som beskrevs av Saunders 1956. Forcipomyia tuberculata ingår i släktet Forcipomyia och familjen svidknott. Inga underarter finns listade i Catalogue of Life.